# Victoria albipicta
Victoria albipicta är en fjärilsart som beskrevs av W. Warren 1897. Victoria albipicta ingår i släktet Victoria och familjen mätare. Inga underarter finns listade i Catalogue of Life.